# Syltängarnas domänreservat
Syltängarnas domänreservat är ett naturreservat i Skara kommun i Västra Götalands län. 
Området avsattes 1946 som domänreservat. Sedan 1996 är det skyddat som naturreservat och omfattar 14 hektar. Det ligger ca 8 km sydväst om Skara och består mest av lövskog.

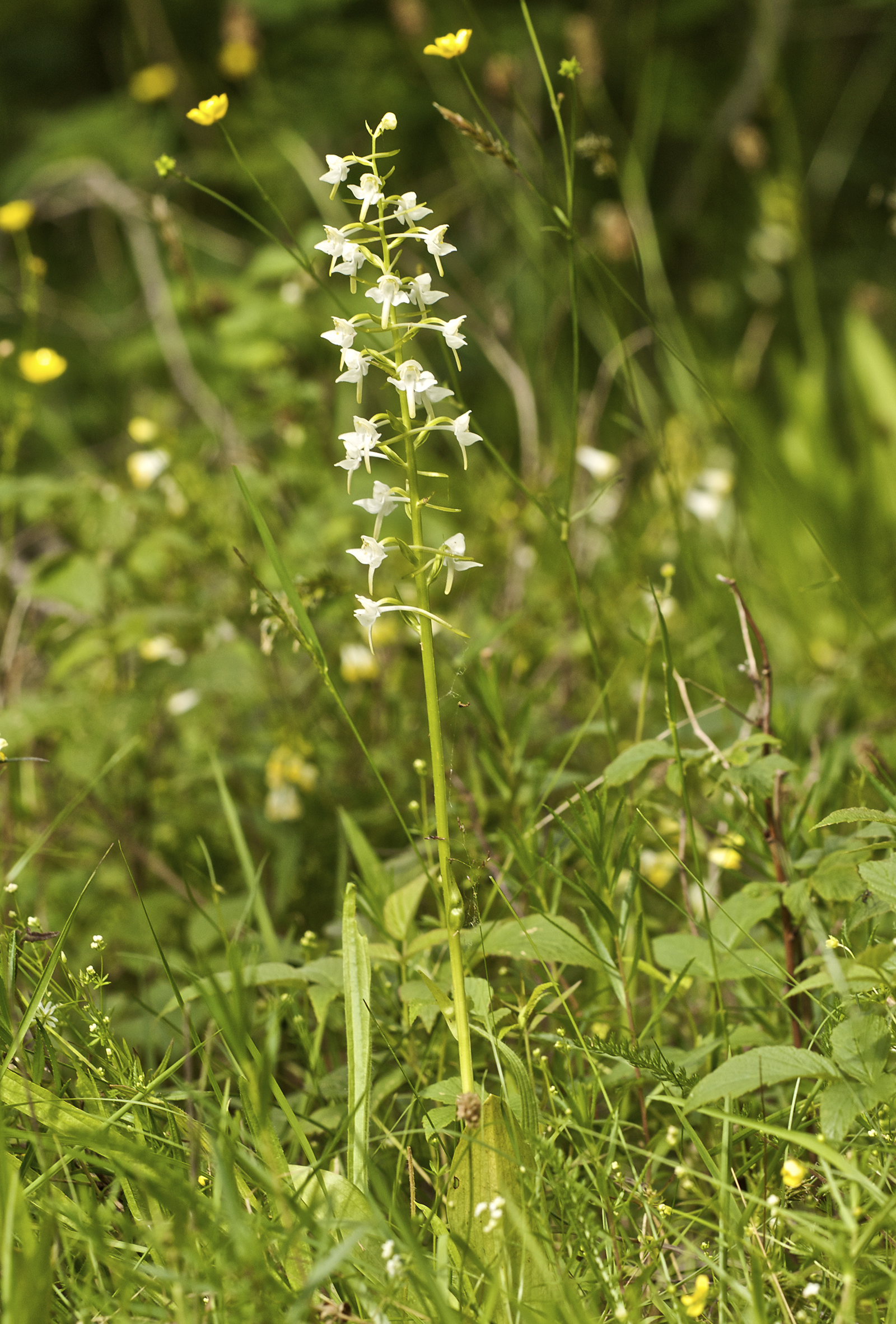
Orkidén Grönvit nattviol

I lövskogen dominerar ekar som är upp till 190 år gamla. Där växer bl.a. vitsippa, liljekonvalj, grönvit nattviol och ormbär. Bland de fåglar som kan ses är bl.a. bofink, svartvit flugsnappare, gulsparv, trädpiplärka, kattuggla och större hackspett. 
I den inre delen av området finns ett alkärr. En vandringsslinga finns i området.    